# Quot capita, tot sententiae
Quot capita[,] tot sententiae, o anche tot capita[,] tot sententiae, è una locuzione latina, la cui traduzione letterale è: «Quante (sono) le teste, altrettanti (sono) i giudizi», proverbio molto diffuso in italiano.
È una locuzione ispirata a una frase attribuita al commediografo romano Terenzio (190-185 a.C. circa - 159 a.C.), che nel Formione (datato 161 a.C.) scrisse: Quot homines, tot sententiae (verso 454),
Il senso della massima è che, in presenza di un gruppo di persone, c'è da aspettarsi un'eterogeneità di opinioni e giudizi.

## Varianti

### Greche
Ci sono molti precedenti nell'antica Grecia per esempio in Pindaro (Pitiche 454) oppure il seguente passo dell'Odissea:
(Omero, Odissea XIV v. 228)
Appare molto simile anche una citazione del comico Filemone, in cui il titano Prometeo, che, dopo aver donato agli animali una natura univoca, si comportò diversamente con gli uomini:
(frammento 93,10 s.K.-A.)

### Latine
La citazione appare in Cicerone (De finibus bonorum et malorum I,15).Tra i motti latini più simili troviamo l'oraziano Quot capitum vivunt, totidem studiorum cioè "quante teste sono al mondo, altrettanti interessi" (Satire II,1,27 s.) e l'ovidiano Pectoribus mores tot sunt quot in orbe figurae "Ci sono tanti diversi animi quanti diversi aspetti sulla terra" (Ars Amatoria I,759).

### Medievali
Da citare sono i versi 26212 e 21114 di Walther.

### Moderne
La maggior parte delle varianti europee sono molto simili a quella italiana. Da segnalare l'inglese As many men, so many minds, so many dogs, so many kinds.